# Championnat d'Allemagne féminin de football de deuxième division 2007-2008
Navigation
Édition précédente Édition suivante
La 2. Frauen-Bundesliga 2007-2008 est la 4e édition du championnat d'Allemagne féminin de football de deuxième division.
Le deuxième niveau du championnat féminin oppose vingt-quatre clubs allemands répartis dans deux groupes de douze équipes, en une série de vingt-deux rencontres jouées durant la saison de football. La compétition débute le 19 août 2007 et s'achève le dimanche 25 mai 2008.
Les premières places de chaque groupe permettent de monter en Frauen Bundesliga lors de la saison suivante alors que les deux dernières places de chaque groupe sont synonyme de relégation en Regionalliga. Les deux dixièmes s'affrontent quant à eux lors d'un barrage de relégation dont le perdant est relégué.
Lors de l'exercice précédent, le FFC Heike Rheine et le FFC Brauweiler Pulheim ont été relégués après avoir fini aux deux dernières places de première division. Le FCR DuisbourgR, le SV Dirmingen, le ASV Hagsfeld, le FFC Oldesloe (de) et le FC Union Berlin ont, quant à eux, gagné le droit d'évoluer dans ce championnat après avoir obtenu leurs promotions lors des phases finales de Regionalliga.
La compétition est remportée par le HSV Borussia Friedenstal et le FF USV Iéna qui sont promus à la fin de la saison. Dans le bas du classement, le FFV Neubrandenburg, le FFC Heike Rheine, le SC Regensburg et le FFC Brauweiler Pulheim, sont relégués. Le TuS Niederkirchen est quant à lui rétrogradé à la suite de problèmes financiers à la fin de la saison.

## Participants
Ces tableaux présentent les vingt-quatre équipes qualifiées pour disputer le championnat 2007-2008. On y trouve le nom des clubs, la date de création du club, l'année de la dernière accession à cette division, leur classement de la saison précédente, le nom des stades ainsi que la capacité de ces derniers.
Le championnat comprend deux groupes de douze équipes.
Légende des couleurs
- Relégué de Frauen-Bundesliga.
- Promu de Regionalliga.

| \| I FC Union Berlin Tennis Borussia Berlin SV Victoria Gersten FSV Gütersloh Hambourg SVR FFC Heike Rheine HSV Borussia Friedenstal SV Holstein Kiel (de) FC Lokomotive Leipzig FFV Neubrandenburg FFC Oldesloe (de) FFC Turbine PotsdamR \| Localisation des clubs engagés dans le groupe Nord du championnat. |
| I FC Union Berlin Tennis Borussia Berlin SV Victoria Gersten FSV Gütersloh Hambourg SVR FFC Heike Rheine HSV Borussia Friedenstal SV Holstein Kiel (de) FC Lokomotive Leipzig FFV Neubrandenburg FFC Oldesloe (de) FFC Turbine PotsdamR                                                                          |

| Nom du club              | Date de création | Dernière accession | Cls 2007      | Stade                      | Capacité | Nb T. |
| ------------------------ | ---------------- | ------------------ | ------------- | -------------------------- | -------- | ----- |
| FFC Heike Rheine         | 1986             | 2007               | 1.FB          | Jahnstadion                | 4 009    | /     |
| Hambourg SVR             | 1970             | 2004               | 2 (Gr. Nord)  | Wolfgang-Meyer-Sportanlage | 2 018    | /     |
| Tennis Borussia Berlin   | 1969             | 2004               | 3 (Gr. Nord)  | Mommsenstadion             | 15 005   | /     |
| FSV Gütersloh            | 1984             | 2004               | 4 (Gr. Nord)  | Heidewaldstadion           | 12 000   | /     |
| FFC Turbine PotsdamR     | 1971             | 2004               | 5 (Gr. Nord)  | Karl-Liebknecht-Stadion    | 10 499   | /     |
| FC Lokomotive Leipzig    | -                | 2006               | 6 (Gr. Nord)  | Stade inconnu              | -        | /     |
| SV Holstein Kiel (de)    | 2004             | 2005               | 7 (Gr. Nord)  | Kiliaplatz                 | 3 000    | /     |
| HSV Borussia Friedenstal | 1953             | 2006               | 8 (Gr. Nord)  | Ludwig-Jahn-Stadion        | 18 400   | /     |
| SV Victoria Gersten      | -                | 2004               | 9 (Gr. Nord)  | MEP-Arena                  | 16 500   | /     |
| FFV Neubrandenburg       | 2002             | 2005               | 10 (Gr. Nord) | Jahnstadion                | -        | /     |
| FC Union Berlin          | 1990             | 2007               | Reg.          | Fritz-Lesch-Sportplatz     | -        | /     |
| FFC Oldesloe (de)        | 2000             | 2007               | Reg.          | Stadion Buniamshof         | 10 000   | /     |

| \| TuS Cologne FFC Brauweiler Pulheim SV Dirmingen FCR DuisbourgR FFC FrancfortR ASV Hagsfeld FF USV Iéna TuS Niederkirchen SC Regensburg SC Sand VfL Sindelfingen FFC Wacker Munich (de) \| Localisation des clubs engagés dans le groupe Sud du championnat. |
| TuS Cologne FFC Brauweiler Pulheim SV Dirmingen FCR DuisbourgR FFC FrancfortR ASV Hagsfeld FF USV Iéna TuS Niederkirchen SC Regensburg SC Sand VfL Sindelfingen FFC Wacker Munich (de)                                                                         |

| Nom du club            | Date de création | Dernière accession | Cls 2007    | Stade                               | Capacité | Nb T. |
| ---------------------- | ---------------- | ------------------ | ----------- | ----------------------------------- | -------- | ----- |
| FFC Brauweiler Pulheim | 1974             | 2007               | 1.FB        | Stade inconnu                       | -        | 1     |
| FF USV Iéna            | 2004             | 2004               | 2 (Gr. Sud) | Ernst-Abbe-Sportfeld                | 12 630   | /     |
| VfL Sindelfingen       | 1971             | 2006               | 3 (Gr. Sud) | Floschenstadion                     | 5 000    | 1     |
| FFC FrancfortR         | 1973             | 2004               | 4 (Gr. Sud) | Stadion am Brentanobad              | 5 200    | /     |
| TuS Cologne            | 2008             | 2005               | 5 (Gr. Sud) | Stade inconnu                       | -        | /     |
| TuS Niederkirchen      | 1969             | 2005               | 6 (Gr. Sud) | Sportgelände Nachtweide             | -        | /     |
| SC Sand                | 1980             | 2004               | 7 (Gr. Sud) | Kühnmatt-Stadion                    | 2 000    | /     |
| SC Regensburg          | -                | 2006               | 8 (Gr. Sud) | Städtische Sportanlage              | 1 000    | /     |
| FFC Wacker Munich (de) | -                | 2004               | 9 (Gr. Sud) | Bezirkssportanlage München-Sendling | -        | /     |
| SV Dirmingen           | -                | 2007               | Reg.        | Belkerstadion                       | -        | /     |
| FCR DuisbourgR         | 1977             | 2007               | Reg.        | PCC-Stadion                         | 3 000    | /     |
| ASV Hagsfeld           | 1998             | 2007               | Reg.        | Sportanlage An der Tagweide         | -        | /     |

## Compétition

### Classement
Le classement est calculé avec le barème de points suivant : une victoire vaut trois points, le match nul un et la défaite zéro.
Les critères utilisés pour départager en cas d'égalité au classement sont les suivants :
1. différence entre les buts marqués et les buts concédés sur la totalité des matchs joués dans le championnat ;
2. plus grand nombre de buts marqués sur la totalité des matchs joués dans le championnat.

| Rang | Équipe                   | Pts | J  | G  | N | P  | Bp | Bc | Diff |
| ---- | ------------------------ | --- | -- | -- | - | -- | -- | -- | ---- |
| 1    | HSV Borussia Friedenstal | 44  | 22 | 13 | 5 | 4  | 53 | 33 | +20  |
| 2    | Tennis Borussia Berlin   | 43  | 22 | 12 | 7 | 3  | 36 | 18 | +18  |
| 3    | FSV Gütersloh            | 42  | 22 | 12 | 6 | 4  | 38 | 18 | +20  |
| 4    | FFC Turbine PotsdamR     | 40  | 22 | 12 | 4 | 6  | 46 | 23 | +23  |
| 5    | Hambourg SVR             | 32  | 22 | 9  | 5 | 8  | 32 | 33 | -1   |
| 6    | SV Holstein Kiel (de)    | 32  | 22 | 9  | 5 | 8  | 28 | 31 | -3   |
| 7    | FC Lokomotive Leipzig    | 31  | 22 | 9  | 4 | 9  | 38 | 42 | -4   |
| 8    | FFC Oldesloe (de) P      | 28  | 22 | 8  | 4 | 10 | 30 | 36 | -6   |
| 9    | SV Victoria Gersten      | 27  | 22 | 7  | 6 | 9  | 38 | 39 | -1   |
| 10   | FC Union Berlin P        | 21  | 22 | 6  | 3 | 13 | 28 | 48 | -20  |
| 11   | FFV Neubrandenburg       | 15  | 22 | 4  | 3 | 15 | 34 | 56 | -22  |
| 12   | FFC Heike Rheine R       | 13  | 22 | 3  | 4 | 15 | 26 | 50 | -24  |

| Légende : | Légende : |
| --------- | --- |
|           | Promu en Frauen-Bundesliga. |
|           | Relégué en Regionalliga. |
|           | R Relégué de Frauen-Bundesliga. P Promu de Regionalliga. Pts points ; G victoires ; N matchs nuls ; P défaites Bp buts marqués ; Bc buts encaissés ; Diff différence de buts |

| Rang | Équipe                   | Pts | J  | G  | N | P  | Bp | Bc | Diff |
| ---- | ------------------------ | --- | -- | -- | - | -- | -- | -- | ---- |
| 1    | FF USV Iéna              | 56  | 22 | 18 | 2 | 2  | 82 | 13 | +69  |
| 2    | VfL Sindelfingen         | 56  | 22 | 18 | 2 | 2  | 70 | 14 | +56  |
| 3    | FCR DuisbourgR P         | 40  | 22 | 12 | 4 | 6  | 47 | 31 | +16  |
| 4    | TuS Cologne              | 36  | 22 | 10 | 6 | 6  | 46 | 28 | +18  |
| 5    | ASV Hagsfeld P           | 31  | 22 | 9  | 4 | 9  | 38 | 49 | -11  |
| 6    | SC Sand                  | 28  | 22 | 8  | 4 | 10 | 33 | 34 | -1   |
| 7    | FFC FrancfortR           | 25  | 22 | 6  | 7 | 9  | 30 | 28 | +2   |
| 8    | SV Dirmingen P           | 25  | 22 | 7  | 4 | 11 | 30 | 58 | -28  |
| 9    | TuS Niederkirchen        | 20  | 22 | 5  | 5 | 12 | 29 | 58 | -29  |
| 10   | FFC Wacker Munich (de)   | 20  | 22 | 5  | 5 | 12 | 22 | 52 | -30  |
| 11   | SC Regensburg            | 19  | 22 | 5  | 4 | 13 | 36 | 59 | -23  |
| 12   | FFC Brauweiler Pulheim R | 14  | 22 | 3  | 5 | 14 | 25 | 64 | -39  |

| Légende : | Légende : |
| --------- | --- |
|           | Promu en Frauen-Bundesliga. |
|           | Relégué en Regionalliga. |
|           | Rétrogradé à l'issue de la saison. |
|           | R Relégué de Frauen-Bundesliga. P Promu de Regionalliga. Pts points ; G victoires ; N matchs nuls ; P défaites Bp buts marqués ; Bc buts encaissés ; Diff différence de buts |

### Résultats

#### Groupe Nord
| Résultats (▼dom., ►ext.)                                   | Ber | Bor | Ger | Güt | Ham | Hei | Her | Kie | Lei  | Neu | Old | Tur |
| FC Union Berlin                                            |     | 1-1 | 2-3 | 0-0 | 1-2 | 1-0 | 0-4 | 0-3 | 3-4  | 5-3 | 3-1 | 0-4 |
| Tennis Borussia Berlin                                     | 3-0 |     | 3-0 | 3-2 | 1-1 | 4-0 | 3-2 | 1-1 | 0-1  | 1-0 | 3-0 | 1-1 |
| SV Victoria Gersten                                        | 7-1 | 1-1 |     | 3-0 | 1-4 | 1-1 | 0-2 | 2-2 | 2-3  | 3-0 | 2-2 | 1-1 |
| FSV Gütersloh                                              | 2-1 | 2-0 | 3-1 |     | 3-0 | 2-1 | 4-0 | 1-1 | 0-2  | 2-1 | 2-0 | 1-1 |
| Hambourg SVR                                               | 2-0 | 1-4 | 3-0 | 0-2 |     | 1-3 | 0-3 | 0-1 | 2-0  | 3-1 | 1-0 | 1-4 |
| FFC Heike Rheine                                           | 1-3 | 0-1 | 2-0 | 1-1 | 2-2 |     | 2-3 | 0-1 | 4-0  | 2-4 | 1-5 | 0-4 |
| HSV Borussia Friedenstal                                   | 1-0 | 1-1 | 3-3 | 0-0 | 2-1 | 4-1 |     | 3-2 | 2-3  | 4-2 | 6-2 | 2-0 |
| SV Holstein Kiel (de)                                      | 1-3 | 0-1 | 0-3 | 0-5 | 0-2 | 1-1 | 1-2 |     | 3-1  | 3-2 | 0-1 | 1-0 |
| FC Lokomotive Leipzig                                      | 1-1 | 0-1 | 1-2 | 0-3 | 1-1 | 4-2 | 2-2 | 2-3 |      | 5-0 | 1-1 | 1-7 |
| FFV Neubrandenburg                                         | 2-3 | 1-1 | 0-1 | 1-1 | 2-2 | 4-1 | 1-3 | 0-2 | 1-3  |     | 4-2 | 3-1 |
| FFC Oldesloe (de)                                          | 1-0 | 2-0 | 2-1 | 1-2 | 1-2 | 2-0 | 2-2 | 1-1 | 0-3  | 2-0 |     | 2-0 |
| FFC Turbine PotsdamR                                       | 2-0 | 1-2 | 3-1 | 1-0 | 1-1 | 2-1 | 3-2 | 0-1 | 2- 0 | 6-2 | 2-0 |     |
| - Victoire à domicile - Match nul - Victoire à l'extérieur |     |     |     |     |     |     |     |     |      |     |     |     |

#### Groupe Sud
| Résultats (▼dom., ►ext.)                                   | Col | Dir | Dui | Fra | Hag | Ién  | Nie | Bra | Reg | San | Sin | Wac  |
| TuS Cologne                                                |     | 1-1 | 1-2 | 3-0 | 3-1 | 1-1  | 0-0 | 5-0 | 2-0 | 1-2 | 0-2 | 10-0 |
| SV Dirmingen                                               | 2-1 |     | 0-3 | 1-0 | 5-0 | 0-6  | 2-1 | 1-0 | 4-3 | 1-1 | 2-3 | 1-3  |
| FCR DuisbourgR                                             | 3-3 | 4-0 |     | 1-0 | 4-1 | 0-1  | 3-0 | 1-1 | 3-1 | 5-0 | 0-2 | 4-0  |
| FFC FrancfortR                                             | 2-0 | 1-4 | 0-0 |     | 1-1 | 1-0  | 7-0 | 2-3 | 1-0 | 0-1 | 1-4 | 4-0  |
| ASV Hagsfeld                                               | 1-1 | 4-0 | 4-1 | 1-1 |     | 0-4  | 4-1 | 0-0 | 2-0 | 0-4 | 0-4 | 0-3  |
| FF USV Iéna                                                | 6-0 | 4-1 | 3-1 | 1-1 | 7-0 |      | 4-0 | 5-0 | 6-2 | 1-0 | 1-0 | 4-0  |
| TuS Niederkirchen                                          | 2-3 | 5-2 | 1-2 | 1-1 | 1-5 | 1-5  |     | 2-1 | 2-0 | 0-0 | 1-5 | 1-2  |
| FFC Brauweiler Pulheim                                     | 0-2 | 5-0 | 2-2 | 0-3 | 2-6 | 0-4  | 2-3 |     | 1-3 | 3-2 | 0-6 | 1-1  |
| SC Regensburg                                              | 2-4 | 5-0 | 2-3 | 3-3 | 1-2 | 1-10 | 3-3 | 3-1 |     | 2-3 | 1-3 | 1-1  |
| SC Sand                                                    | 1-2 | 1-1 | 4-2 | 1-1 | 2-3 | 0-5  | 4-0 | 5-1 | 0-1 |     | 1-0 | 2-1  |
| VfL Sindelfingen                                           | 0-0 | 6-0 | 4-0 | 2-0 | 3-1 | 3-2  | 2-2 | 7-1 | 5-0 | 2-0 |     | 5-1  |
| FFC Wacker Munich (de)                                     | 1-4 | 2-2 | 0-2 | 1-0 | 1-2 | 1-4  | 1-2 | 1-1 | 1-1 | 1-0 | 0-2 |      |
| - Victoire à domicile - Match nul - Victoire à l'extérieur |     |     |     |     |     |      |     |     |     |     |     |      |

### Barrage de relégation
| Club            | Aller    | Retour   | Club                   |
| --------------- | -------- | -------- | ---------------------- |
| FC Union Berlin | Non joué | Non joué | FFC Wacker Munich (de) |

## Bilan de la saison
| Championnat d'Allemagne féminin de football de deuxième division 2007-2008 |                                                                           |
| Champion                                                                   | HSV Borussia Friedenstal (Nord) (1er titre) FF USV Iéna (Sud) (1er titre) |
| Promotions et relégations                                                  |                                                                           |
| Promus en Frauen-Bundesliga                                                | HSV Borussia Friedenstal                                                  |
| Promus en Frauen-Bundesliga                                                | FF USV Iéna                                                               |
| Relégués en 2. Frauen-Bundesliga                                           | FC Sarrebruck                                                             |
| Relégués en 2. Frauen-Bundesliga                                           | SG Wattenscheid                                                           |

## Statistiques
| Cls | Joueuse           | Club                     | Buts |
| --- | ----------------- | ------------------------ | ---- |
| 1   | Marie Pollmann    | HSV Borussia Friedenstal | 21   |
| 2   | Maren Wallenhorst | FSV Gütersloh            | 16   |
| 3   | Kathrin Patzke    | Hambourg SVR             | 14   |
| 4   | Martina Fennen    | SV Victoria Gersten      | 13   |
| 5   | Wiebke Balcke     | FFC Turbine PotsdamR     | 12   |

| Cls | Joueuse            | Club             | Buts |
| --- | ------------------ | ---------------- | ---- |
| 1   | Sabrina Schmutzler | FF USV Iéna      | 27   |
| 2   | Kim Kulig          | VfL Sindelfingen | 25   |
| 3   | Ivonne Hartmann    | FF USV Iéna      | 21   |
| 4   | Tanja Coblenzer    | VfL Sindelfingen | 18   |
| 5   | Eyline Lupprich    | FCR DuisbourgR   | 16   |